# Ellen Ripleyová

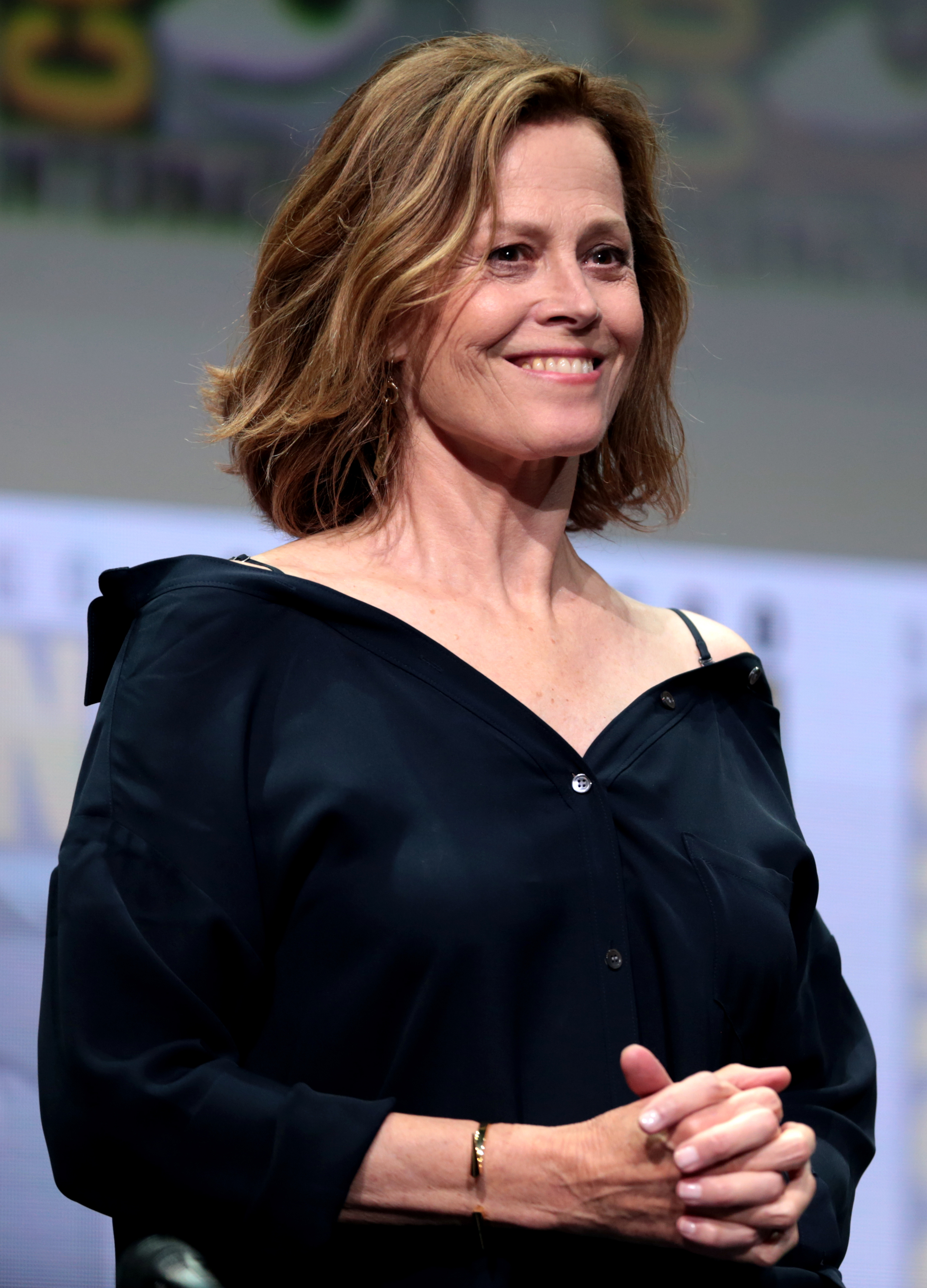
Sigourney Weaver, představitelka Ellen Ripley

Ellen Louise Ripleyová (* 7. ledna 1952) je fiktivní postava z filmové ságy o vetřelcovi (Vetřelec, Vetřelci, Vetřelec 3, Vetřelec: Vzkříšení), kterou ztělesnila Sigourney Weaver.
V roce 2003 byla Ellen Ripleyová vybraná jako 8. největší hrdina v americké historii kina.

## Fiktivní životopis
Ripleyová se narodila v roce 2092 v Olympia, Luna, UA. Do 16 let žila v karanténním zařízení na Luně pro podezření z nakažení virem XMB, z mediscanu vyšla s negativním výsledkem. V roce 2111 nastoupila na Attend Evansbrook Academy, kterou absolvovala s vyznamenáním. V roce 2115 byla zařazena do programu Horizon Beyond společnosti Weyland Yutani, který absolvovala v prosinci následujícího roku. Během programu se osvědčila jako vyjednavač v krizi s rukojmími v raketoplánu Erebus společnosti. Od roku 2117 sloužila na lodích USCSS Kurtz pod kapitánem Archboldem a USCSS Sephoria pod kapitánem Eliotem v pozici důstojníka. V dubnu 2118 požádala u Weyland Yutani o mateřskou dovolenou, ale společnost její žádost odmítla, protože z jejího pohledu porušila direktivu zakazující porod během výkonu pracovní činnosti. Ripleyová nato podala žalobu, načež jí Weyland Yutani odebrala licenci a zastavila plat. Do srpna téhož roku následovalo tvrdé vyjednávání se společností a spor byl vyřešen vzájemnou dohodou – Ripleyová tak dosáhla toho, že Weyland Yutani jí obnovila licenci, zvýšila plat a povolila mateřskou dovolenou. Někdy mezi zářím a říjnem 2118 se jí narodila dcera Amanda Ripley. Po návratu sloužila na USCSS Sotillo pod kapitánem Rosendo. Od srpna 2120 působí jako zástupce důstojníka (identifikační číslo W5645022460H) společností Weyland-Yutani, jako pracovník na USCSS Nostromo pod kapitánem Arthurem Dallasem.

### Vetřelec
12. června 2122 vyráží Nostromo z planety Thedus s 20 miliony tun surové rudy směrem k Zemi.
Na konci března 2123 loď naráží na neznámý signál z planetoidu LV-426 u planety, která není na trase cesty, automaticky mění směr cesty a je nasměrována na kurs směrem na místo, z něhož vycházel signál. Posádka byla probuzena z hibernačního spánku. Podle platných zákonů společnosti musel být signál prozkoumán. A tak se výkonný důstojník Kane, kapitán Dallas a Lambertová vydávají za zdrojem signálu. Tím je kosmická loď neznámého původu, do níž vstupují. Kane nachází mnoho nakladených vajec. Po bližším ohledání se z jednoho z nich vylíhne cizopasník (facehugger) a přisaje se mu na obličej.
Návrat na loď s facehuggerem podle Ripleyové znamená riziko, ale vědecký důstojník Ash je na loď vpouští. Ripleyová přestává Ashovi věřit. Při pokusu o odstranění tvora z Kaneovi tváře, posádka zjišťuje, že obsahuje silnou kyselinu. Po několika hodinách však cizopasník odpadá a umírá. Kane se probouzí a při společném jídle s osádkou se mu znenadání z hrudníku vydere chestburster. Parker jej chce zabít, ale Ash ho zastaví.
Vetřelec utíká a postupně ve větracích šachtách dorůstá dospělé velikosti. Při pokusu o zabití tohoto tvora umírá Dallas. Poté se stává velícím důstojníkem na Nostromo Ripleyová. Ripleyová se pokouší zjistit nějaké informace z lodního počítače Matky: společnost měla zvláštní direktivu číslo 937, kde se jednalo o strategickou činnost firmy, studii vetřelce. Když se Ash dozvěděl, že Ripleyová zjistila tyto skutečnosti, pokusí se ji zabít, avšak Ripleyové pomůže Parker a Lambertová. Poté zjišťují, že Ash je android.
Všichni se rozhodují, že loď opustí záchranným modulem. Parker a Lambertová musí doplnit chladicí medium do raketoplánu, avšak při tom je vetřelec napadne a oba jsou zabiti. Ripleyová nastaví automatický výbuch lodi a nasedá do záchranného modulu. Avšak poté, co si myslela, že je zachráněna, zjišťuje, že se na její modul dostal vetřelec a dochází k potyčce, kdy vetřelec je vystřelen přetlakovou komorou do vesmíru. Poté se Ripleyová ukládá opět k hibernačnímu spánku.

### Vetřelci
Ve svém spánku pokračuje 57 let, než ji nalézá záchranný tým. Na ošetřovně se seznamuje s exekutivním zástupcem společnosti Burkem a dozvídá, že její jediná dcera Amanda zemřela ve věku 66 let. Jen, co se vzpamatuje, podstoupí slyšení společnosti, kde se pokusí vyprávět svůj příběh, ale společnost jí neuvěří a suspenduje její leteckou licenci. Burke mezitím na LV-426 vyšle příkaz, aby se tamní prospektoři pokusili najít ztroskotanou loď. Jeden z nich ji najde, ale na kolonii ho přivezou s parazitem na obličeji (Tuto scénu ale obsahuje jen Director's cut).
Po nějaké době bylo ztraceno spojení s LV-426, kde před 57 lety přistála loď Nostromo. Nyní je LV-426 obydlená kolonisty. Na planetu je vyslán záchranný armádní tým mariňáků. Spolu s Burkem je přizvána i Ripleyová jako poradkyně. Zpočátku odmítala, ale s příslibem zničení její noční můry jednou pro vždy se tam vydává také. Když se skupina vylodí na planetoidu, brzy nachází jediného člověka který přežil – malou holčičku Rebeccu, zvanou Newt. Nakonec i záchranný tým bude potřebovat pomoc při boji proti vetřelci. Ripleyová zjišťuje, že Burke je nastrčený, aby přes karanténu propašoval vetřelce, a aby se jej tak zmocnila společnost Weyland-Yutani.
Postupně umírá jeden mariňák za druhým a na závěr Ripleyová uskuteční boj proti královně, která se dostala na záchrannou loď Sulaco). Boj končí vyhozením královny skrz přetlakovou komorou ven z lodi. Poté se opět Ripleyová a přeživší Newt, Bishop a Hicks ukládají ke spánku.

### Vetřelec 3
Královna ale ještě před tím nakladla na loď vajíčko, z kterého se vyklubal facehugger, jenž se pokusil propálit hibernátor Newt a Ripleyové, čímž na lodi způsobil požární poplach a odsunutí kryogenních schránek na záchranný modul, který se od lodi odpojil a byl přitažen gravitačním polem planety Fiorina 161, kde spadl do oceánu blízko bývalé rafinérie, kde se těžily minerální rudy, ale nyní je tam pouze udržováno vězeňské zařízení společnosti. Newt i Hicks zahynou, Ripleyová je zachráněna a musí se přizpůsobit drsnému prostředí. Oporou jí je tamní lékař Clemens, který v určitý moment nabere vzorek její krve. Po nějaké době ale začne docházet k záhadným úmrtím. Podezření Ripleyové, že na vině je vetřelec, se nakonec potvrdí. Musí ostatní přesvědčit o boji proti vetřelci v chátrajícím prostředí a bez zbraní. Pomocí mediskenu z modulu zjistí, že jednoho vetřelce z nich má také v sobě, a to dokonce královnu. Výsledek skenu je odeslán společnosti Weyland Yutani a ta na Fiorinu 161 vyšle loď, aby tvora z Ripleyové dostala. Ripleyové se s ostatními vězni podaří vetřelce zabít, ale aby společnost nezískala vetřelce z jejích útrob, skočí Ripleyová do obrovské pece na zemní plyn.

## Klonování Ripleyové

### Vetřelec: Vzkříšení
200 let poté, co Ripleyová umírá, se skupina vědců rozhoduje k tomu, že ze vzorku krve, kterou na Fiorině odebral doktor, naklonují Ripleyovou, aby se tak dostali k vetřelčímu zárodku. Avšak vetřelec se dostává ze zajetí a Ripleyová je jím považována za „matku.“ Dále se na lodi vyskytují vesmírní žoldnéři, kteří na loď dovezli unesené cestující z přepadených lodí. Ti všichni se musí spojit, aby se dostali z lodi.

## Zajímavosti
Původně měla Ripleyová zemřít již v prvním dílu. Při finálním souboji jí měl vetřelec ukousnout hlavu a následně jejím hlasem odvysílat zprávu na zemi. To se ale nelíbilo filmovému studiu a tak zasáhlo a změnilo scénář. Díky tomuto počinu jí můžeme vidět ještě v dalších 3 dílech celé série.